# Luzbola
Luzbola es una discográfica independiente creada por los integrantes del grupo musical argentino Patricio Rey y sus Redonditos de Ricota para producir sus propios discos. Su estudio de grabación se halla en la finca del Indio Solari, voz del mítico grupo, en el barrio de Parque Leloir. El grupo grabó los álbumes Último bondi a Finisterre (1998) y Momo Sampler (2000); y luego de la separación, Solari grabó allí sus discos como artista solista, El tesoro de los inocentes (Bingo Fuel) (2004), Porco Rex (2007), El perfume de la tempestad (2010), Pajaritos, bravos muchachitos (2013) y El ruiseñor, el amor y la muerte (2018).